# カイザー・フランツ・ヨーゼフ・フィヨルド
座標: 北緯73度27分 西経25度00分 / 北緯73.450度 西経25.000度
カイザー・フランツ・ヨーゼフ・フィヨルド (Kejser Franz Joseph Fjord)は、グリーンランド東部にあるフィヨルドである。
このフィヨルドは1869年から1870年の第2次ドイツ北極探険隊によって発見され、探険隊に多額の寄附を行ったオーストリア＝ハンガリー帝国皇帝・フランツ・ヨーゼフ1世から名前を取って命名された。